# عائشة عودة
عائشة عودة (وُلدت عام 1944) هي كاتبة ومناضلة فلسطينية، في قرية دير جرير قضاء رام الله. و عضو في المجلس الوطني الفلسطيني.

## حياتها
تخرجت من معهد حكومي للمعلمات في رام الله عام 1966 وعملت مدرسة رياضيات وعلوم بعد ذلك في مدرسة بنات عين يبرود الإعدادية.

## نشاطها السياسي
بدأ نشاطها السياسي السري في الثانوية من خلال انضمامها إلى صفوف حركة القوميين العرب، ثم انضمت إلى صفوف الجبهة الشعبية لتحرير فلسطين. تم اعتقالها من قبل قوات الاحتلال في الأول من آذار عام 1969، على أثر مشاركتها في وضع القنابل في "السوبرسول" في القدس الغربية في 22 شباط عام 1969، وهي العملية التي قتل فيها اثنان وجرح عشرة آخرون وتضرر المكان، وقد تم نسف منزل أسرتها إثر اعتقالها.
تعرضت المناضلة عائشة للتعذيب في سجون الاحتلال الإسرائيلي. وفي 21 كانون الأول عام 1970، صدرت أحكام بعدد من المؤبدات وفوقها عشر سنوات. ولكنها حولت السجن إلى ساحة نضالية. بعد أكثر من عشر سنوات تم تحريرها ورفيقتها في عملية «النورس» التي تمت بين منظمة الجبهة الشعبية لتحرير فلسطين – القيادة العامة، وجيش الاحتلال الإسرائيلي، وذلك في 14/3/1979. حيث أفرج عن 76 مناضلاً ومناضلة مقابل جندي إسرائيلي.

## الابعاد
بعد الإفراج عنها، أمضت عائشة عودة فترة الإبعاد في الأردن وعملت كمعلمة علوم في مدرسة الزبيدية الاعدادية عمان عام 1979-1982، كما عملَت في مؤسسة أسر الشهداء والجرحى والأسرى، التابعة لمنظمة التحرير الفلسطينية/ عمان 1982-1994 وكانت عضوا فاعلا في لجنة متابعة الأرض المحتلة التابعة للجبهة الديمقراطية لتحرير فلسطين، إضافة إلى عملها في مؤسسة أسر الشهداء والأسرى والجرحى التابعة لمنظمة التحرير الفلسطينية، إلى حين عودتها إلى أرض الوطن مع كوادر منظمة التحرير الفلسطينية بعد اتفاقات أوسلو عام 1994.
أصبحت عائشة عضوا في المجلس الوطني الفلسطيني عام 1981، ورئيس رابطة نساء أسر من أجل الحرية (مسيرة)، لتوحيد جهود الأسيرات المحررات وتوثيق تجاربهن، وهي عضو مؤسس لمنتدى (جذوة عسقلان الثقافية)، وقد أسست أيضا جمعية سيدات دير جرير للتنمية في قريتها أثناء الحصار عام 2002، وشاركت في منتدى الفنانين الصغار، حيث لها اهتمامات فنية، وهي الآن متفرغة للعمل الإبداعي والاجتماعي والوطني.

## أعمالها
- أحلام بالحرية صدرت عام 2001 وهي سيرة ذاتية تناولت فترة التحقيق في زنازين الاحتلال.
- يوم مختلف صدر عام 2007 وهو جزءً مكمل لأحلام بالحرية.[4]
- ثمناً للشمس صدرت عام 2012 و وثقت تجربة الاعتقال في ظلال تجارب من شاركوها المعتقل ومنهم رسمية عودة، ولطيفة الحواري، عايدة سعد، رندة النابلسي، عفيفة بنورة، مريم الشخشير، دلال أبو قمر، وتيريز هلسة، والمغربية ناديا برادلي.

## المشاركات والندوات
- استضافت مديرية الثقافة في محافظة طولكرم، ضمن سلسلة فعالياتها احتفاءً بيوم الثقافة الوطنية الفلسطينية، الأديبة والمناضلة عائشة عودة للحديث عن تجربتها الأدبية والنضالية، بالتعاون مع المجلس الاستشاري الثقافي ومكتبة بلدية طولكرم.[5]
- نظمت جامعة "القدس المفتوحة" ومجلس الطلبة في قلقيلية لقاءً مع الأديبة والروائية الأسيرة المحررة والمناضلة الفلسطينية عائشة عودة، التي تشكل مثالاً للمرأة الفلسطينية المناضلة التي نقلت من خلال كتاباتها معاناة الأسرى في سجون الاحتلال، مؤكداً أن "من واجبنا كجامعة وطنية أن نلقي الضوء على تجربتها النضالية وعلى كتاباتها وأعمالها الأدبية داخل السجون"، مشيراً إلى دور الجامعة في دعم قضية الأسرى وتوفير فرصة إكمال تعليمهم الجامعي داخل السجون.[6]

## تكريمات
حازت على جائزة ابن رشد للفكر الحر عام 2015 عن هذه التجربة الروائية.